# Francesco III de Ventimiglia

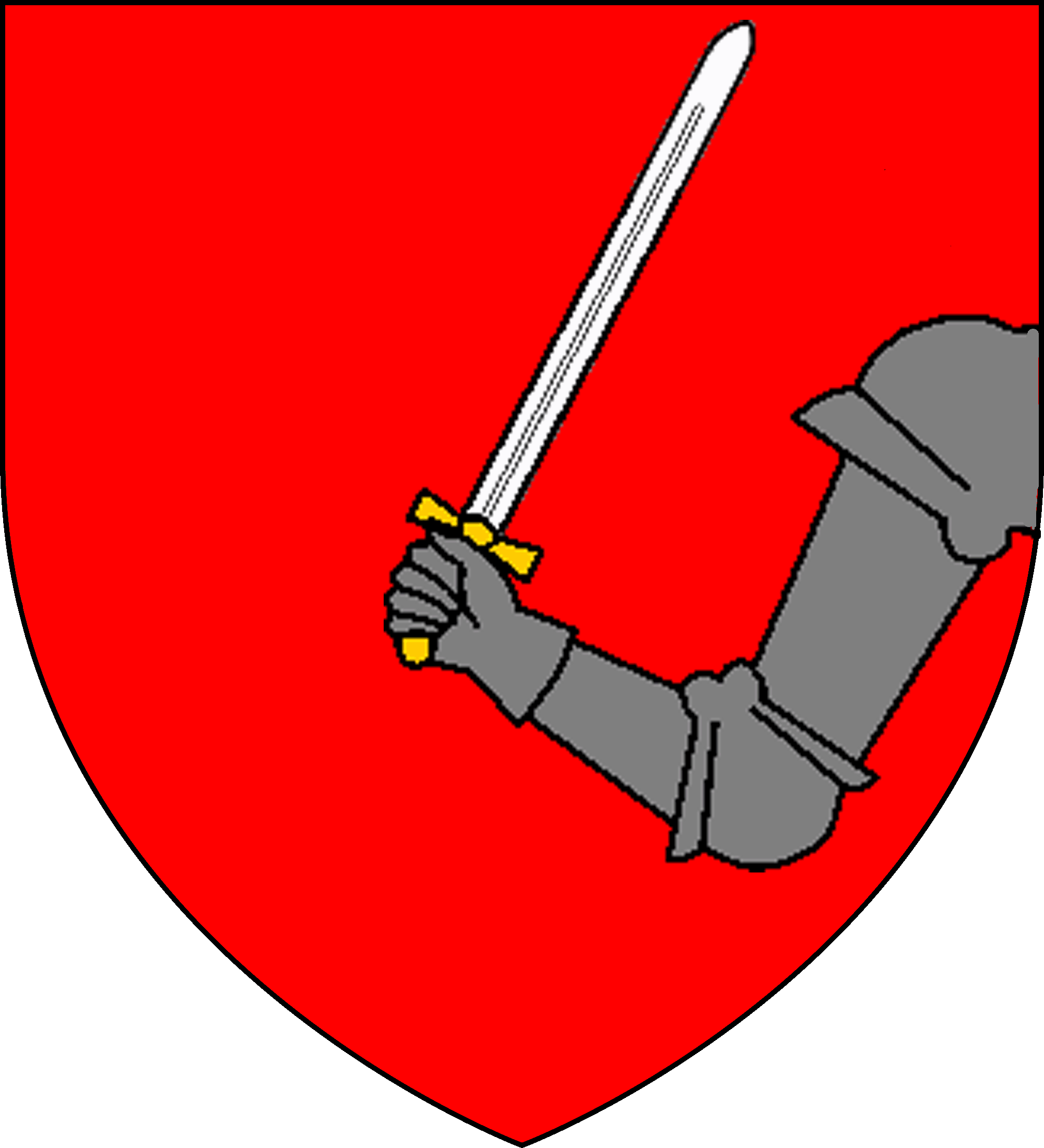
Casa de Spadafora.

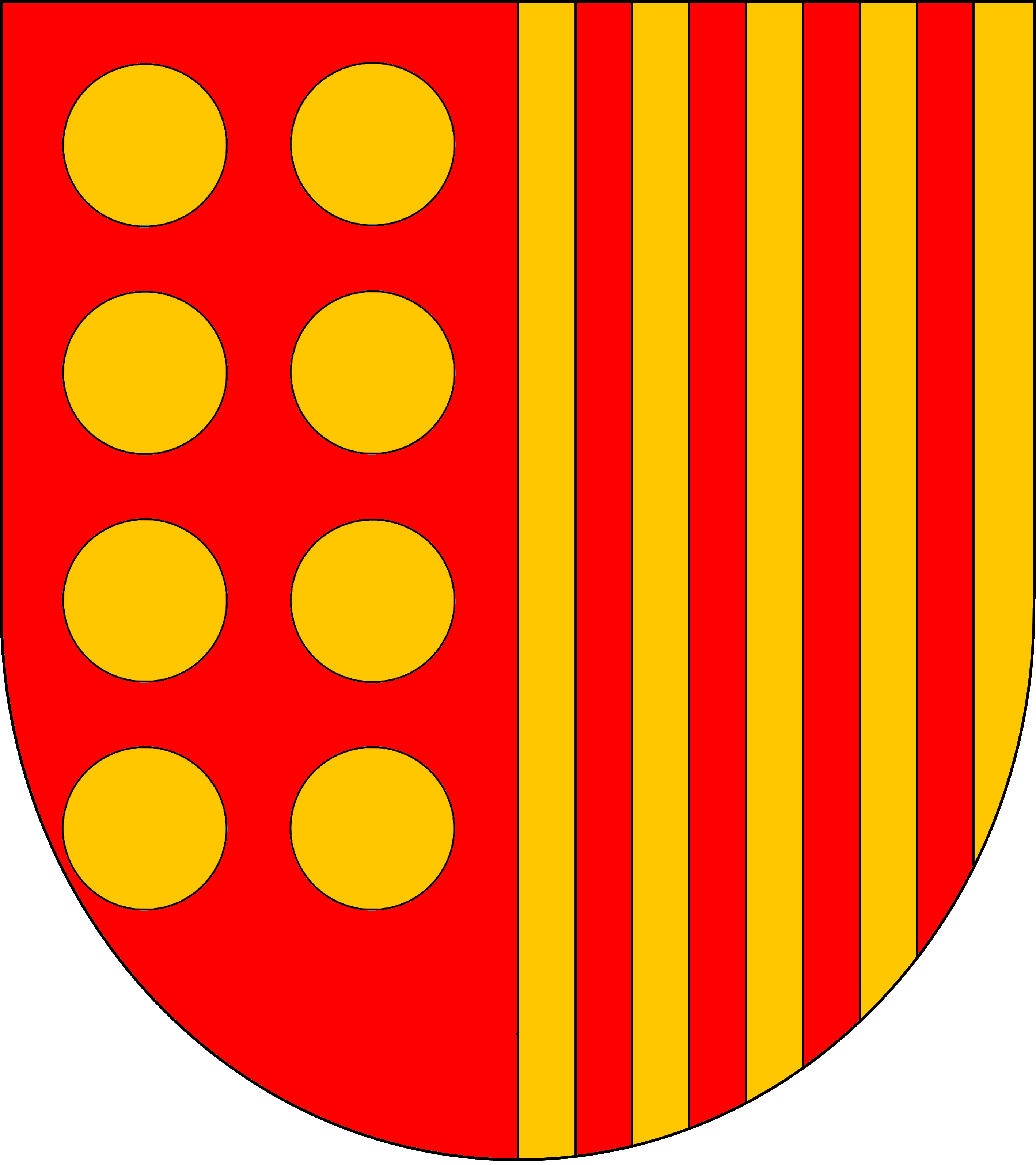
Casa de Moncada durante el Virreinato de Sicilia, actualmente integrada en la casa de Medinaceli.

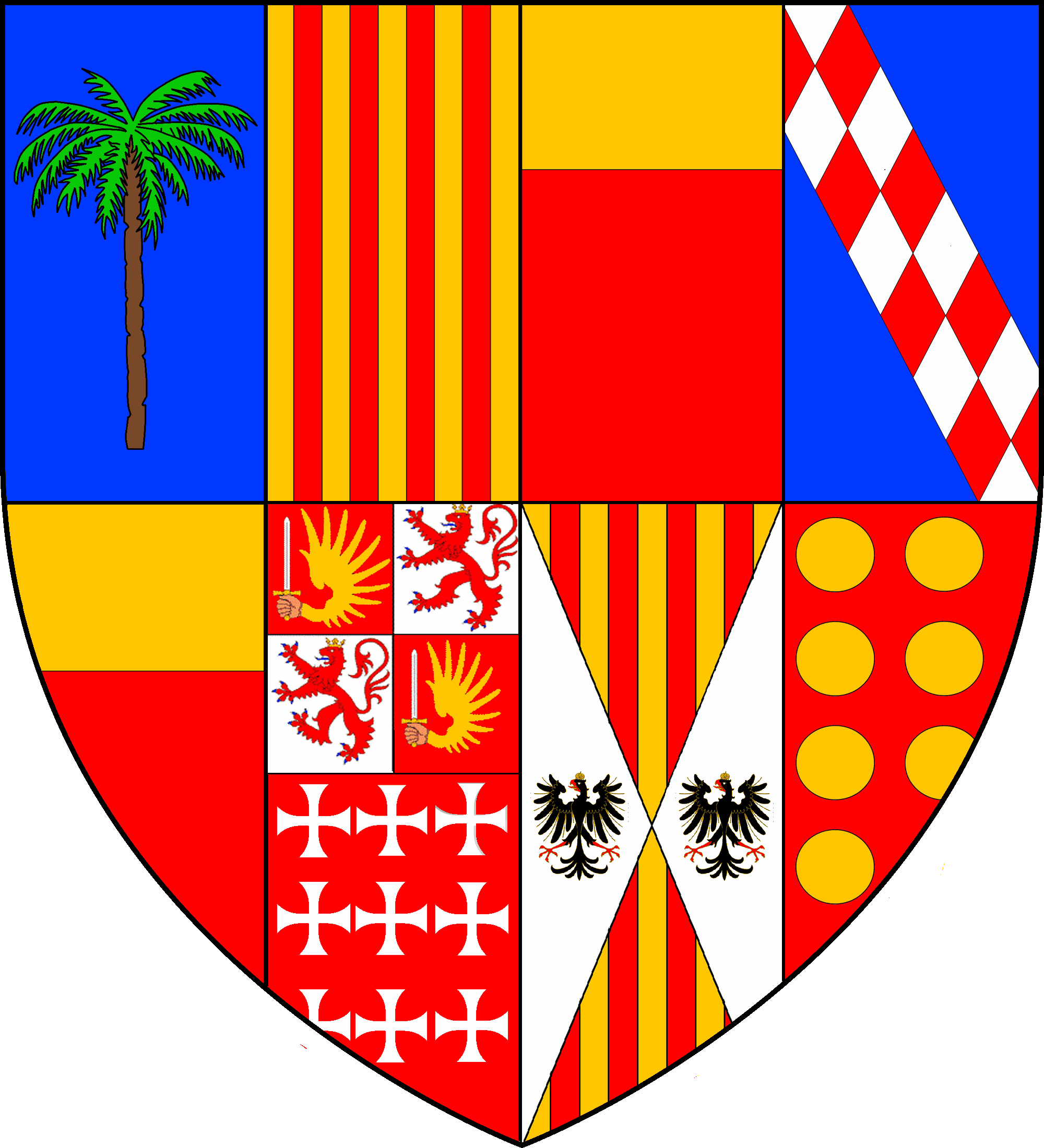
Casa de Aragón-Tagliavía, duques de Terranova en Sicilia.

Francesco III de Ventimiglia Aragón (*1600, †Palermo 25 de marzo de 1647), fue un noble siciliano de la casa de Ventimiglia, hijo de Giuseppe I de Ventimiglia y de su esposa doña Bianca Anna Antonia d’Aragona y de la Cerda, hija de Antonio d’Aragona y Cardona (+1584), IV duque de Montalto y de su esposa María de la Cerda (*Medinaceli 24 de julio de 1542), de la casa de Medinaceli, hija a su vez de Juan de la Cerda (1541-1575), IV duque de Medinaceli y de su esposa Joana Manuel de Noronha (*Lisboa 1520-Pamplona 19 de junio de 1568), hija de Sancho de Noronha, III conde de Odemira y descendiente de la casa real de Portugal.

## Títulos
- XXIV conde de Geraci.
- X marqués de Irache (9 de abril de 1620).[1]
- III príncipe de Castelbuono.
- Barón de Regiovanni (1622).[2]
- Barón de Raulica, de Bordonaro Sottano, Tusa, Gangi,[3] Pollina y San Mauro.
- Grande de España de primera clase.
- Grande de España a título personal.
- Capitán general de la caballería del reino.
- Vicario general del virrey en Val Demone.[4]
- Vicario general del reino de Sicilia en 1645.[5]
- Diputado del reino en 1645 y 1648.

## Biografía
Parte de esta información que sigue está extraída de un documento oficial, elevado a S.M. en el año 1660, que consta en el expediente de pruebas formado en el año 1671 a don Lanceloto Fernando Castelli Marchesi, para su ingreso en la Orden de Santiago (Sección de Órdenes Militares-Santiago-Año 1671- Exp. Num. 1722).
En diferentes ocasiones sirvió al virrey con el cargo de vicario general en Valdemone (Sicilia).
En 1625, estando Sicilia sometida a una fuerte presión por los musulmanes, repelió dos distintos intentos de desembarco.
En 1637, cuando desembarcó un contingente llegado desde Bizerta (ciudad portuaria de Túnez) para saquear la fértil vega de Palermo, Francesco III presentó batalla al enemigo y repelió el ataque, tomando cautivos a los que lograron sobrevivir. Fue confirmado en el puesto de vicario general del reino.
En 1645 y ante la amenaza de la armada turca sobre Sicilia, fue elegido cabo del servicio militar y general de caballería, sirviendo bajo su mando como capitanes los primeros títulos del reino, y entre ellos Giovanni IV de Ventimiglia y Spadafora. En ese mismo año, el conde-marqués fue elegido presidente del parlamento de Palermo.
Por espacio de 500 años, la casa condal de los Ventimiglia de Geraci había tenido un claro ascendente sobre el resto de casa nobles de Sicilia, hasta que don Carlos V introdujo en la Isla el título de duque, y su hijo don Felipe II el de príncipe, de mayor categoría que los de conde y marqués. Ante las reticencias de Francesco III, en fecha 22 de octubre de 1583 obtuvo de su soberano que durante el pleito la precedencia (es decir, mayor rango), la tuviese un año el marqués de Irache y otro el duque de Bibona, que era su opositor entonces. Más tarde, Felipe IV ordenó en su real carta de 20 de noviembre de 1641 a los virreyes de Sicilia que no obligasen a los marqueses de Irache a concurrir a los actos públicos y privados con cualquier otro noble que pretendiese precederlos.
Cedió el antiguo monasterio de Castelbuono a los monjes benedictinos para restaurarlo en la Iglesia de la Anunciata de Castelbuono (Chiesa dell'Annunziata).
Murió el 25 de marzo de 1647, en Palermo, presa de un ataque de fiebres terciarias. El cadaver fue trasladado a Castelbuono el 3 de abril siguiente fue sepultado en la capilla de San Antonio de Padova.
Previamente, el 14 de marzo, testó ante el notario Pietro Graffeo.

## Matrimonio y descendencia
Casó don Francesco III de Ventimiglia cuatro veces:
Casó en primeras nupcias con doña María del Bálsamo y Aragón, hija de don Pedro del Bálsamo y de doña Francisca de Aragón y Ventimiglia, príncipes de Rocaflorida y marqueses de Limina, sin sucesión.
El 11 de julio de 1620 casó en segundas nupcias con doña María Atonia Spatafora y Aragón (1598,†1 de agosto de 1627), hija de don Michele Spatafora y Moncada, marqués de la Rochela, príncipe de Maletto y de Venético, y de su consorte, doña Estefanía de Aragón, hija de don Carlos de Aragón y Tagliavia y de doña Brigida Margarita de Ventimiglia, duques de Terranova, y de esta unión nacieron, entre otros:
- Antonia Ventimiglia Spadafora († agosto de1673, sepultada en el convento de los Dominicos de Castelbuono), baronesa de Montefranco, que casó con Antonio Mendoza Luna, II marqués de Miralrío,[13] y que fue investida marquesa de Miraelrio en 1666, cuando quedó viuda. Sin sucesión en este matrimonio. Casó en segundas nupcias con don Ignazio Griffeo Grimaldi, hijo de los príncipes de Gangi.
  - Francisco Griffeo y Ventimiglia, III marqués de Miralrío, casó con N. Papè La Farina, hija de los duques de Pratoameno.
    - Juan Bautista Griffeo e Papè (†1724), IV marqués de Miralrío, Gobernador del Monte de Piedad de Palermo. Sin sucesión, por lo que testó en su hermano:
    - Ignacio Griffeo y Papè, V marqués de Miralrío, Capitán de Infantería y senador de Palermo en 1725. Casó con Giovana Sarzana Tagliavia, hija de los barones de la Ramala.
      - Francisco Pablo Griffeo y Sarzana, VI marqués de Miralrío. Casó con María Joaquina Reggio y Reggio, hija de Andrea Reggio y Statella, príncipe della Catena y de Antonina Reggio (Campofiorito)...
- Giovanni Nicolò Giuseppe Domenico Nunzio de Ventimiglia (*15 de diciembre de 1623, †enero de 1624).
- Giovanni IV de Ventimiglia (*1 de julio de 1625, †1675), XI Marqués de Irache, que sigue.
- Giuseppe Ventimiglia (*Agosto 1626, †1648), que en 1648 tomó parte en una conjura contra el rey Felipe IV de España, por la que fue ajusticiado junto a otros muchos nobles sicilianos,[14] en una acción punitiva del virrey Juan José de Austria.[15]
- Beatrice, (†16/02/1705), que casó en primeras nupcias el 6 de septiembre de 1661 en Palermo con Vincenzo LaGrua Talamanca e Crisafi, príncipe hereditario de Carini, con descendencia. Casó en segundas nupcias el 3 de febrero de 1674 en Nápoles con Giácomo III Milano Franco d’Aragona (†1673), V marqués de San Giorgio y I de Palestrina, con descendencia:[16][17]
  - Giovanni VI Doménico Milano (†1740), VI marqués de San Giorgio y II de Palestrina, I príncipe de Ardore (SRI), grande de España de 1.ª clase. Casó en Palermo el 9 de abril de 1696 con Aloisia Gioeni (†1717), con descendencia.

El 19 de abril de 1628 y en la iglesia de San Giacomo La Marina de Palermo, en terceras nupcias, con doña Giovanna Flavia de Branciforte, hija de don José de Branchifort, conde de Racuya, y de su esposa doña Águeda Lanza, hija de los príncipes de la Trabia, condes de Mussomeli, sin posteridad en este enlace. Giovanna murió unos meses más tarde de su boda,  a finales de febrero de 1929.
Finalmente, a primeros de julio de 1634 casó el conde-marqués Francesco III de Ventimiglia con su sobrina, doña Dorotea del Carreto Ventimiglia, hija de don Gerónimo del Carreto, conde de Racalmuto, y de su esposa doña Beatriz de Ventimiglia, con posteridad.
- Girólamo de Ventimiglia, XVI Marqués de Irache, que sigue.

Hijos ilegítimos:
- Giovanni Ventimiglia, que en 1652 fue encarcelado y desterrado por el virrey Rodrigo Díaz de Vivar Gómez de Sandoval y Mendoza, VII duque del Infantado, por incitación a la sublevación.[21]

## Línea de sucesión en elmarquesado de Irache
| Predecesor: Giuseppe I de Ventimiglia | Casa de Ventimiglia ?-1648 | Sucesor: Giovanni IV de Ventimiglia |